# مقاطعة لينكولن (مين)
مقاطعة لينكولن هي مقاطعة في مين، بلغ عدد سكانها 34٬457  نسمة، في 2010، عاصمتها Wiscasset, Maine ‏، تبلغ مساحتها 1٬812 كيلومتر مربع.

## الموقع
تشترك في الحدود مع:
- مقاطعة كينبيك (مين)
- مقاطعة نوكس (مين)
- مقاطعة والدو (مين)
- مقاطعة ساغداوك (مين).

## التقسيمات الإدارية
- Alna, Maine [الإنجليزية]‏
- Boothbay, Maine [الإنجليزية]‏
- Boothbay Harbor, Maine [الإنجليزية]‏
- Bremen, Maine [الإنجليزية]‏
- Bristol, Maine [الإنجليزية]‏
- داماريسكوتا
- دريسدن
- إدغكومب
- Hibberts Gore, Maine [الإنجليزية]‏
- جفرسون
- Louds Island, Maine [الإنجليزية]‏
- Monhegan, Maine [الإنجليزية]‏
- نيوكاستل
- Nobleboro, Maine [الإنجليزية]‏
- Somerville, Maine [الإنجليزية]‏
- South Bristol, Maine [الإنجليزية]‏
- Southport, Maine [الإنجليزية]‏
- Waldoboro, Maine [الإنجليزية]‏
- Westport Island, Maine [الإنجليزية]‏
- Whitefield, Maine [الإنجليزية]‏
- Wiscasset, Maine [الإنجليزية]‏.